# Odette Simons
Odette Simons (Rijswijk (ZH), 27 september 1976) is een Nederlandse televisieactrice en -presentatrice & tv-stylist.
Zij heeft een Indische moeder, een Nederlandse vader, een oudere zus en een jongere broer. Na het vwo studeerde ze af in de Communicatiewetenschap aan de universiteit van Amsterdam. Ze liep een stage bij TV Woonmagazine en studeerde af op De betekenis van TV Woonmagazine in het dagelijks leven van haar kijkers. Daarnaast heeft ze cursussen gevolgd op het gebied van scenarioschrijven en produceren voor film en tv.
Odette heeft gewerkt als redacteur bij John de Mol producties voor onder andere 'RTL Extra', 'Backsite' en een live project ten bate van Foster Parents. Ook heeft zij als marketingmanager bij een internationaal stockfotobureau gewerkt en als creative director bij datzelfde bureau waar ze in die functie verantwoordelijk was voor het bepalen van de creatieve lijn van een stockfoto merk en het creatief begeleiden en editen van fotoshoots. Tijdens haar werk heeft Odette veel presentaties moeten houden op internationale congressen.
Als actrice speelde ze kleine rollen in Kind aan Huis, De Garage, Onderweg naar Morgen, Rozengeur & Wodka Lime en Costa!. Maar haar echte wens was een, liefst zelf bedacht, programma te presenteren. Vandaar dat Odette begon met het ontwikkelen van programma concepten.
Sinds eind 2003 heeft Odette een eigen bedrijf in art direction, styling en productie voor fotografie, tv en film.
In 2004 begon Odette met presenteren. Bij RTL 4 presenteerde ze programma's als 'Puzzeltijd' en 'Dagstrijd'. In augustus tot september 2005 was ze te zien in Sterrenslag bij BNN op Nederland 2. In december 2005 begon Odette bij SBS. Zij was daar styliste voor het programma 'Van rommelzolder tot droomhuis'.
Vanaf 2 april 2007 was ze te zien als presentator van het KRO-kinderprogramma ZigZag.
Sinds 2015 is zij het vaste jurylid van het Net5-programma House Rules.
In 2024 deed Simons mee aan het televisieprogramma De Alleskunner VIPS, waarin ze op de 33ste plaats eindigde.
Vanaf 16 oktober 2014 is ze begonnen als Styling Director bij een groot Home & Living webshop.